# Thủy văn học

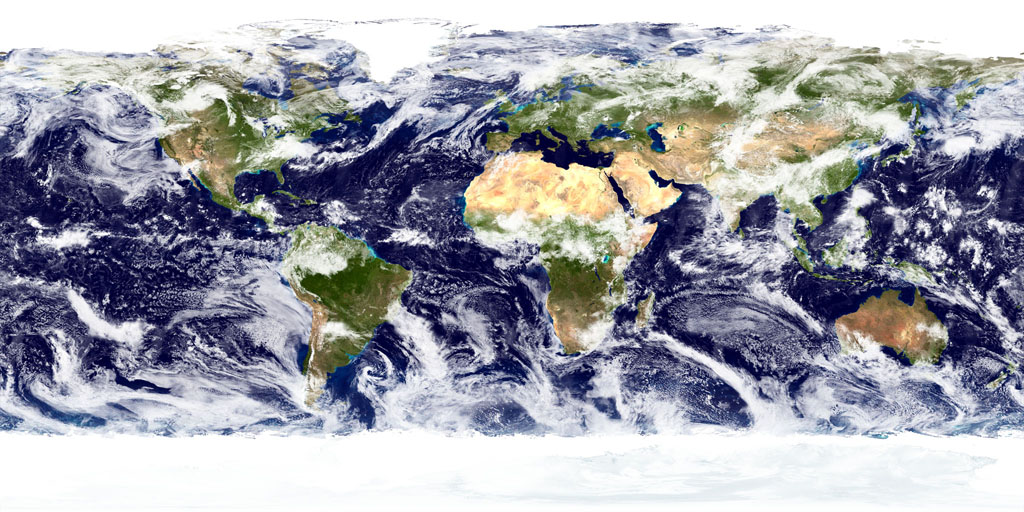
Nước chiếm 70% bề mặt của Trái Đất

Thủy văn học (tiếng Anh: hydrology, gốc Hy Lạp: Yδρoλoγια, Yδωρ+Λoγos, hydrologia, nghĩa là "khoa học về nước") là ngành khoa học nghiên cứu về sự vận động, phân phối, và chất lượng của nước trên toàn bộ Trái Đất, và vì thế nó đề cập đến cả vòng tuần hoàn nước và các nguồn nước. Những người nghiên cứu về thủy văn học được gọi là nhà thủy văn học, họ làm việc trong cả lĩnh vực khoa học Trái Đất hay khoa học môi trường, địa lý tự nhiên hay kỹ thuật xây dựng và kỹ thuật môi trường.
Các lĩnh vực của thủy văn học bao gồm khí tượng-thủy văn, thủy văn nước mặt, địa chất thủy văn, quản lý lưu vực sông và chất lượng nước, những nơi mà nước đóng vai trò chủ đạo. Hải dương học và khí tượng học không được xếp vào thủy văn học bởi vì nước chỉ là một trong rất nhiều đối tượng nghiên cứu quan trọng của chúng.
Các nghiên cứu thủy văn là rất hữu ích vì chúng cho phép chúng ta hiểu rõ hơn về thế giới chúng ta sống và cũng như cung cấp những hiểu biết sâu sắc hơn về khoa học môi trường, chính sách và hoạch định môi trường.

## Lịch sử
Thủy văn học đã là đối tượng nghiên cứu và đã được ứng dụng trong hàng thiên niên kỷ. Như vào khoảng năm 4000 TCN sông Nin đã được xây đập để tăng năng suất nông nghiệp của các vùng đất cằn cỗi trước đó. Các thị trấn Lưỡng Hà đã được bảo vệ khỏi lũ lụt bằng các tường đất cao. Các ống dẫn nước được Hy Lạp và La Mã xây dựng, trong khi đó Trung Quốc cũng đã xây dựng các công trình dẫn nước và kiểm soát lũ lụt. Người Sri Lanka cổ đã sử dụng thủy văn học để xây dựng các công trình tưới tiêu của Sri Lanka cổ đại, được biết tới như là sự phát minh ra van Pit, từ đó có thể xây dựng được các hồ chứa lớn, đập nước và kênh đào mà tới ngày nay vẫn hoạt động.
Marcus Vitruvius, sống ở thế kỷ thứ nhất trước Công nguyên, đã mô tả một học thuyết triết học về vòng tuần hoàn nước, trong đó giáng thủy rơi trên các ngọn núi thâm nhập vào bề mặt Trái Đất và hướng tới sông, suối ở những vùng đất thấp hơn. Với một phương pháp khoa học hơn, Leonardo da Vinci và Bernard Palissy đã mô tả chính xác hơn về vòng tuần hoàn nước một cách độc lập với nhau. Cho tới tận thế kỷ 17 khi mà người ta bắt đầu xác định số lượng các biến thủy văn thì vòng tuần hoàn nước càng được trình bày chính xác hơn nữa.
Những người tiên phong trong khoa học thủy văn hiện đại, bao gồm Pierre Perrault, Edme Mariotte và Edmund Halley. Bằng cách đo lượng mưa, dòng chảy mặt, và diện tích lưu vực, Perrault đã cho thấy lượng mưa có đủ khả năng để giải thích cho dòng chảy của sông Seine. Marriotte kết hợp các phép đo về vận tốc và mặt cắt ngang sông để thu được dòng xả của sông Seine. Halley đã cho thấy lượng bốc hơi của Địa Trung Hải đủ để giải thích cho dòng chảy từ sông ra biển.
Các tiến bộ trong thế kỷ 18 gồm có áp suất kế Bernoulli và phương trình Bernoulli, do Daniel Bernoulli, ống pitot và Công thức Chezy. Thế kỷ 19 chứng kiến sự phát triển trong thủy văn nước ngầm, bao gồm định luật Darcy, công thức giếng khoan Dupuit-Thiem và phương trình dòng chảy mao dẫn của Hagen-Poiseuille.
Các phân tích khoa học đã bắt đầu thay thế chủ nghĩa kinh nghiệm trong thế kỷ 20, trong khi đó các cơ quan thuộc chính phủ bắt đầu thực hiện các chương trình nghiên cứu thủy văn của chính họ. Đặc biệt quan trọng là biểu đồ thủy văn đơn vị của Leroy Sherman, lý thuyết thấm của Robert E. Horton, và phương trình Theis mô tả thủy lực học giếng khoan.
Từ thập niên 1950, thủy văn học được tiếp cận với nhiều học thuyết cơ sở hơn so với quá khứ, nó được thừa hưởng các thành quả tiến bộ của vật lý nhờ đó hiểu được các tiến trình thủy văn với sự giúp sức của công cụ máy tính.

## Vòng tuần hoàn nước
Chủ đề chính của vòng tuần hoàn nước là nước di chuyển trên Trái Đất bằng các con đường khác nhau, với các tốc độ khác nhau theo một vòng khép kín không có điểm đầu hay điểm cuối. Nước từ đại dương bốc hơi tạo nên các đám mây. Các đám mây này khi bay vào đất liền và sinh ra mưa. Nước mưa chảy vào các hồ chứa, các con sông, hoặc các tầng ngậm nước. Sau đó, nước trong các hồ chứa, các con sông và các tầng ngậm nước bốc hơi trở lại bầu khí quyển hoặc là chảy ra lại đại dương, kết thúc một vòng tuần hoàn.

## Các ngành của thủy văn học
- Hóa học thủy văn nghiên cứu các tính chất hóa học của nước.
- Thủy văn sinh thái học nghiên cứu mối quan hệ qua lại giữa sinh vật và vòng tuần hoàn nước.
- Địa lý thủy văn nghiên cứu sự hiện hữu và chuyển động của nước trong các tầng ngậm nước.
- Tin học thủy văn là sự ứng dụng công nghệ thông tin vào thủy văn học và các ứng dụng tài nguyên nước.
- Khí tượng học thủy văn nghiên cứu sự chuyển dịch nước và năng lượng giữa mặt đất và bề mặt sông suối với khí quyển thấp.
- Thủy văn đồng vị nghiên cứu các dấu hiệu đồng vị của nước.
- Thủy văn nước mặt nghiên cứu các tiến trình thủy văn xảy ra ở hoặc gần bề mặt Trái Đất.

### Các ngành liên quan
- Hóa học nước
- Kỹ thuật xây dựng
- Khí hậu học
- Khoa học môi trường
- Địa mạo học
- Kĩ thuật thủy lực
- Khoa học hồ
- Hải dương học
- Địa lý tự nhiên

## Các phương pháp đo đạc trong thủy văn
Chuyển động của nước trên Trái Đất có thể được đo đạc theo một số cách. Các số liệu này rất quan trọng cho cả việc đánh giá tài nguyên nước và hiểu được các tiến trình tham gia vào vòng tuần hoàn nước. Các nhà thủy văn học thường dùng các thiết bị sau để đo đạc:
Nước dưới đất
- Hướng dòng chảy
  - Piezometer - đo áp lực cột nước, từ đó có thể suy ra độ sâu nước ngầm (xem: thí nghiệm tầng chứa nước)
  - Độ dẫn nước, độ chứa nước
  - Các phương pháp địa vật lý
- Đặc điểm của đới thông khí
  - Infiltrometer - đo thấm
  - Đo độ ẩm của đất: Time domain reflectometer - Tensiometer -Capacitance probe

Dòng chảy mặt
- Stream gauge - Đo lưu lượng dòng chảy (xem: lượng dòng chảy (thủy văn học))
- Kỹ thuật đánh dấu
- Vận chuyển và lắng đọng trầm tích
- Quan hệ thủy lực giữa dòng chảy mặt và nước ngầm

Đo mưa, tuyết
- Disdrometer - Đo các đặc điểm của giáng thủy
- Sling psychrometer- độ ẩm không khí
- Radar - Đo các đặc tính của mây
- Thùng đo mưa - đo lượng mưa và lượng tuyết rơi
- Vệ tinh

Đo lượng bốc bơi
- Evaporation -Symon's evaporation pan
- Bốc hơi từ nước mặt
- Bốc hơi từ thực vật

Chất lượng nước
- Lấy mẫu
- Phân tích tại hiện trường
- Đo đạc các thông số vật lý (gồm cả hàm lượng trầm tích)
- Lấy mẫu và phân tích hàm lượng hợp chất hữu cơ
- Lấy mẫu và phân tích hàm lượng hợp chất vô cơ
- Lấy mẫu và phân tích lượng vi sinh vật

Kết hợp kết quả đo đạc và mô hình

## Dự báo thủy văn
Các quan trắc về các tiến trình thủy văn được sử dụng làm cơ sở cho các dự báo về xu hướng chuyển động của nước và khối lượng nước trong tương lai.

### Thống kê trong thủy văn
Bằng cách phân tích các đặc điểm thống kê của chuỗi số liệu thủy văn, ví dụ như lượng mưa hoặc lưu lượng của sông, nhà thủy văn học có thể ước tính các hiện tượng thủy văn trong tương lai với giả thiết rằng các đặc điểm của các quá trình là không thay đổi.
Đối với các kỹ sư và nhà kinh tế học, những ước tính này quan trọng đến nỗi việc thực hiện phân tích rủi ro thuần túy có thể tác động đến các quyết định đầu tư vào cơ sở hạ tầng trong tương lai và để xác định dòng chảy bền vững, một đặc điểm của các hệ thống cung cấp nước. Các thông tin thống kê được sử dụng để thiết lập các quy tắc điều tiết cho các hồ chứa lớn, một phần của các hệ thống mà trong đó bao gồm nhu cầu sử dụng nước nông nghiệp, công nghiệp và dân cư.
Xem: Thời khoảng trả về.

### Mô hình thủy văn
Các mô hình thủy văn rất đơn giản, dựa trên các khái niệm tương ứng với một phần của vòng tuần hoàn nước. Chúng chủ yếu được sử dụng để dự báo thủy văn và để giải thích về các tiến trình thủy văn. Có thể phân chia thành hai loại mô hình thủy văn chính:
- Các mô hình dựa trên số liệu. Những mô hình này là các mô hình hộp đen, sử dụng các khái niệm toán học và thống kê để liên kết một đầu vào đã biết (ví dụ như lượng mưa) với đầu ra của mô hình (ví dụ như dòng chảy mặt). Các phương pháp chúng thường sử dụng là hồi quy, các hàm biến đổi, các mạng thần kinh (neural networks) và nhận dạng hệ thống (system identification). Những mô hình này được biết đến với tên các mô hình thủy văn bất định.
- Các mô hình dựa trên những mô tả tiến trình. Những mô hình này cố gắng mô phỏng các tiến trình vật lý quan sát được trong thế giới thực. Đặc biệt là, những mô hình này chứa các biến của dòng chảy mặt, dòng chảy ngầm, sự bốc-thoát hơi nước, và kênh dẫn nước (channel flow), nhưng chúng có thể phức tạp hơn thế rất nhiều. Các mô hình này được biết đến như là các mô hình thủy văn tất định. Các mô hình thủy văn tất định có thể được chia nhỏ hơn thành các mô hình đơn sự kiện (single-event model) và mô hình mô phỏng liên tục.

## Vận chuyển nước
Sự chuyển động của nước có những ý nghĩa rất lớn đối với các vật chất khác, ví dụ như đất hoặc các chất gây ô nhiễm, được vận chuyển từ nơi này đến nơi khác. Nguồn cấp nước có thể đến từ nguồn ô nhiễm điểm hoặc nguồn ô nhiễm dạng đường hay nguồn ô nhiễm diện, ví dụ như dòng chảy mặt. Kể từ thập niên 1960 những mô hình toán khá phức tạp đã được phát triển, được hỗ trợ bởi ích lợi của các máy tính tốc độ cao. Các loại chất gây ô nhiễm thông dụng nhất được phân tích là các chất dinh dưỡng, các loại thuốc trừ sâu, tổng lượng chất rắn hòa tan và bùn cát.

## Các ứng dụng của thủy văn học
- Phòng tránh và dự báo các nguy cơ lũ lụt, lở đất và hạn hán;
- Thiết kế sơ đồ tưới và quản lý năng suất trong nông nghiệp;
- Cung cấp nước uống;
- Thiết kế các đập nước cho nguồn nước hoặc phát điện;
- Thiết kế cầu;
- Thiết kế cống và hệ thống thoát nước thành phố;
- Phân tích ảnh hưởng của độ ẩm kì trước đối với hệ thống cống vệ sinh;
- Dự đoán những thay đổi về địa mạo như xói mòn hoặc bồi tụ;
- Đánh giá ảnh hưởng của thay đổi môi trường tự nhiên và xã hội đối với tài nguyên nước;
- Đánh giá rủi ro trong truyền tải chất ô nhiễm và thiết lập, hoạch định chính sách môi trường.